# Anton Seeling (Stadtrichter)
Johann Anton Seeling auch Johann Anton Franz Seeling (getauft 5. Juni 1685 in Platten; † 15. September 1745 ebenda) war ein böhmischer Unternehmer, Blaufarbenwerksbesitzer, Stadtrichter, Ratsassessor und Kirchenwohltäter.

## Leben
Anton Seeling war Mitglied einer weitverzweigten Unternehmerfamilie. Seine Eltern waren der Stadtrichter und Blaufarbenwerksbesitzers Johann Adalbert Seeling (1660–1712) und Benigna geb. Haas (1660–1725). Sein Großvater väterlicherseits war der k. k. Waldbereiter und Bergmeister Paul Wenzel Seeling († 1693). Zu seinen Urgroßvätern zählen der Bürgermeister und Mitbegründer von Johanngeorgenstadt Johann Löbel (1592–1666) und der Bergmeister Christoph Haas (1609–1679). Nachdem er 1699 Jura studiert und nach Abschluss den Titel eines Assessors geführt hatte, fungierte er seit 1702 in Platten als Stadtrat. Nach dem Tode seines Vaters 1712 erbte er das Blaufarbenwerk Jungenhengst, in dem er schon früher als Faktor tätig war. Das Unternehmen, dessen Führung er zeitlebens mit seinem jüngeren Bruder Johann Adalbert Seeling (1692–1762) teilte (der jüngste Bruder Franz Seeling (1700–1772) war beim Tode seines Vaters 1712 noch unmündig und erlernte später den Beruf des Bäckers), wurde nach seinem Tode von den Seeling´schen Erben fortgeführt. Wie die Seligenstädter Löffelbücher berichten, unterhielt die Familie im 18. Jahrhundert für den Absatz im Ausland in Frankfurt a. M. ein Außenlager. In der Regierungszeit Kaiserin Maria Theresias wurde das Werk, das zuvor zeitweise stillgelegt worden war, wieder in Betrieb genommen. Von 1732 bis 1733 bekleidete Seeling in Platten das Amt des Stadtrichters, das zuvor von 1721 bis 1731 Johann Georg Kircheisen und nach ihm von 1734 bis 1739 Johann Franz Heßler (1693–1770) innehatte. Er starb am 15. September 1745 in Platten im Alter von 62 Jahren und wurde am 18. September des Jahres dort zur letzten Ruhe gebettet. Sein Neffe gleichen Namens war k. k. Bergrat in Wieliczka in Galizien, der 1807 vom Kaiser den erblichen Adelsstand erhielt.

## Familie
Anton Seeling heiratete 1708 in Platten Anna Regina Hanickl (1688–1755), die Tochter des Stadtkämmerers und Blaufarbenwerksbesitzers von Zwittermühl Johann Christoph Hanickl (1657–1729). Er hinterließ u. a. folgende Kinder:
- Maria Josepha (1709–1782); ⚭ Wenzel Leopold Elster, Stadtrichter
- Philipp Adalbert (1712–1757), Blaufarbenhändler; ⚭ Maria Josepha Haas aus St. Joachimsthal
- Anna Maria Francisca (1716–1797); ⚭ Johann Adam Schippl, k. k. Förster
- Maria Rosina (1717–1790); ⚭ Ernst Christian Richter, k. k. Bergschreiber
- Johann Christian (1720–1764), Ratsherr; ⚭ Maria Anna Mießl
- Johann Franz (* 1722), Student
- Joseph Anton (* 1725), Chirurg
- Catharina Anna Brigitta (* 1727); ⚭ Franz Anton Tobisch von Dobischau, Chirurg aus Kaaden
- Eva Regina (1728–1805); ⚭ Franz Adalbert Putz, Großhändler
- Johann Nepomuk (1729–1809), Blaufarbenwerksbesitzer; ⚭ Maria Theresia Schöttner aus Prag